# Józef Seyda
Józef Seyda (ur. 14 maja 1920 w Pelplinie, zm. 26 marca 1969 w Rzymie) – polski duchowny katolicki, zakonnik werbista, historyk Kościoła i patrolog.

## Życiorys
Uczył się w niższych seminariach duchownych werbistów w Pelplinie, następnie w Gniewie (1933-1935) i Górnej Grupie. Maturę zdał w 1939 i zgłosił się do nowicjatu w Chludowie. Po napaści Niemiec na Polskę w 1939 uniknął osadzenia w obozie w Chludowie, na który zamieniono klasztor, ponieważ przebywał akurat w Wielkich Walichnowach u matki. Do czerwca 1940 podjął pracę rolnika w zdewastowanym i zaniedbanym gospodarstwie swoich sióstr. Został aresztowany przez Niemców. Więziono go w Rudnie, Tczewie, a potem w niemieckich obozach koncentracyjnych Stutthof i Sachsenhausen, ale udało mu się przeżyć. Do Polski wrócił około 3 maja 1946, a w końcu maja udał się do Bruczkowa, celem kontynuowania nowicjatu, który ukończył już, po jego przeniesieniu, w Pieniężnie. Śluby wieczyste złożył w 1952, a święcenia kapłańskie otrzymał 21 grudnia 1952 z rąk biskupa Bernarda Czaplińskiego (prymicję odprawił w Wielkich Walichnowach). Na studia udał się do Lublina (1954). Doktoryzował się z teologii (specjalność: historia Kościoła, praca magisterska: Biskup Benedykt Izdbieński i Diecezja Poznańska za jego rządów 1487-1553). Został również profesorem patrologii i historii Kościoła w seminarium w Pieniężnie. Od 1960 pozostawał dyrektorem studiów tego seminarium, a potem także był radcą prowincjalnym. Organizował muzeum misyjne, bibliotekę i czytelnię seminarium. Od 1964 był kierownikiem kursu dla neoprezbiterów w Bytomiu. Pisał w tym czasie prace historyczne, w tym biogramy werbistów. Przygotowywał również historię polskiej prowincji werbistów. W 1966 został mianowany przez Radę generalna zakonu rzecznikiem słowiańskich prowincji werbistowskich przy Generalacie w Rzymie. Stopniowo stan jego zdrowia ulegał pogorszeniu, miał m.in. astmę. Zmarł na zawał serca w pełni sił twórczych - otrzymał zlecenie napisania historii prowincji chilijskiej werbistów, którego nie zdążył zrealizować.